# بطولة العالم للدراجات على المضمار 1893
بطولة العالم للدراجات على المضمار 1893 هي الدورة الأولى من بطولة العالم للدراجات على المضمار، أجريت في شيكاغو، الولايات المتحدة.

## النتائج النهائية
| المسابقة                              | ذهبية                  | فضية                | برونزية        |
| ------------------------------------- | ---------------------- | ------------------- | -------------- |
| الرجال                                |                        |                     |                |
| السرعة الفردية                        |                        |                     |                |
| سباق مطاردة الدراجة النارية للهواة    | Laurens Meintjes (ZAF) | تشارلز ألبرشت (GER) | بي ألبرت (USA) |
| سباق مطاردة الدراجة النارية للمحترفين |                        |                     |                |